# نشنال جئوگرافیک

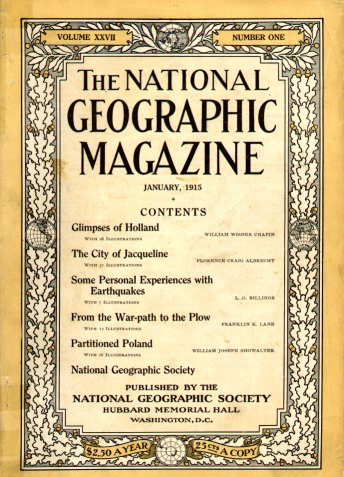
جلد مجله در سال ۱۹۱۵

نشنال جیوگرافیک (به انگلیسی: National Geographic، «جغرافیای ملی») نشریه رسمی انجمن جغرافیای ملی است که از سال ۱۸۸۸ میلادی و دقیقاً ۹ ماه پس از آغاز فعالیت انجمن جغرافیای ملی، شروع به انتشار کرد و امروزه یکی از مشهورترین و پر اعتبارترین مجلات مرتبط با علوم طبیعی در جهان است.

## تاریخچه
بنیاد نشنال جیوگرافیک در ۲۷ ژوئن سال ۱۸۸۸ (تیرماه ۱۲۶۷) توسط ۳۳ دانشمند و جهانگرد که علاقه‌مند به تشکیل انجمنی برای افزایش و توسعه علم جغرافیا بودند، در واشینگتن دی‌سی تأسیس شد.
یکی از مؤسسان این بنیاد «الکساندر گراهام بل» مخترع تلفن بود که پس از هابارد گرین گاردینر ریاست این مؤسسه را به عهده گرفت.. ایده استفاده از عکس در کنار مقالات که از عوامل اصلی محبوبیت این مجله به‌شمار می‌رود را «بل» ارائه داد.
آقای جان ام. فاهی (John M. Fahey) رئیس نشنال جیوگرافیک دربارهٔ هدف نشنال می‌گوید: «هدف ما تشویق مردم برای علاقه‌مند کردن آنان جهت توجه و مواظبت از سیاره‌شان است.»

## مدیریت
هم‌اکنون رئیس هیئت امناء بنیاد نشنال جیوگرافیک آقای گیلبرت گراونر می‌باشد که مدال «آزادی» سال ۲۰۰۵ دولت آمریکا را برای «رهبری آموزش جغرافیا» دریافت کرده است …
بنیاد نشنال جیوگرافیک توسط ۲۳ عضو هیئت مدیره متشکل از گروهی از معلمین برجسته، دانشمندان، مقامات سابق دولتی و طرفداران محیط زیست، اداره می‌گردد.
انجمن جغرافیای ملی دارای مجله اختصاصی خود با نام مجله جغرافیای ملی (National Geographic Magazine) است که از سال ۱۸۸۸ میلادی و دقیقاً ۹ ماه پس از آغاز فعالیت انجمن، شروع به انتشار کرد و امروزه یکی از مشهورترین و پراعتبارترین مجلات مرتبط با علوم طبیعی در جهان است.
این مجله ۳۶۰ میلیون نفر مشترک در سراسر جهان دارد و به وسیله علامت اختصاصی زرد رنگی در حاشیه جلد آن است به سرعت قابل شناسایی است. مجله نشنال جیوگرافیک هم‌اکنون به «۳۱زبان» در سراسر دنیا منتشر می‌شود. سردبیر کنونی مجله، کریس جونز (Chris Johns) است، همان عکاس معروفی است که عکس‌های زیادی از آفریقا گرفت و مقدمه کتابش در مورد آفریقا، توسط نلسون ماندلا نوشته شد.
نشنال جیوگرافیک به غیر مجله اصلی چند نشریه دیگر در زمینه گردشگری، حوادث و کودکان منتشر می‌کند.
مجله شامل مطالبی دربارهٔ جغرافی، معلومات عمومی، تاریخ جهان، فرهنگ، اتفاقات جاری جهان و عکاسی از اماکن و هر چیز دیگر در تمام گیتی، است.
مجله جغرافیای ملی شامل مطالب مرتبط با علوم جغرافیا، باستان‌شناسی، تاریخ و فرهنگ در نقاط مختلف جهان است. عکسهای این مجله بسیار مشهور هستند.

## ویراستاران ارشد

### ویراستاران (۱۸۸۸–۱۹۲۰)
- جان هاید (اکتبر ۱۸۸۸ – ۱۴ سپتامبر ۱۹۰۰; ویراستاران ارشد: ۱۴ سپتامبر ۱۹۰۰ – فوریه ۱۹۰۳)
- گیلبرت هووی گروسونور (۱۸۷۵–۱۹۶۶) (ویراستاران ارشد: فوریه ۱۹۰۳ – ۲۰ ژانویه ۱۹۲۰; مدیر ویراستار: ۱۴ سپتامبر ۱۹۰۰ – فوریه ۱۹۰۳; دستیار ویراستار: می ۱۸۹۹ – ۱۴ سپتامبر ۱۹۰۰)

### ویرایشگر و رئیس انجمن جغرافیای ملی (۱۹۲۰–۱۹۶۷)
- گیلبرت هووی گروسونور (۲۱ ژانویه ۱۹۲۰ – ۵ می ۱۹۵۴)
- جان اولیور لا گورسی (۱۸۸۰–۱۹۵۹) (۵ می ۱۹۵۴ – ۸ ژانویه ۱۹۵۷)
- ملویل بل گروسونور (۱۹۰۱–۱۹۸۲) (۸ ژانویه ۱۹۵۷ – ۱ اوت ۱۹۶۷)

### ویراستاران ارشد (۱۹۶۷–تاکنون)
- فردریک واسبورگ (۱۹۰۵–۲۰۰۵) (۱ اوت ۱۹۶۷ – اکتبر ۱۹۷۰)
- گیلبرت ملویل گروسونور (۱۹۳۱–) (اکتبر ۱۹۷۰ – ژوئیه ۱۹۸۰)
- ویلبر ی. گرت (ژوئیه ۱۹۸۰ – آوریل ۱۹۹۰)
- ویلیام گریوز (آوریل ۱۹۹۰ – دسامبر ۱۹۹۴)
- ویلیام ال آلن (ژانویه ۱۹۹۵ – ژانویه ۲۰۰۵)
- کریس جانز (۱۹۵۱–) (ژانویه ۲۰۰۵ – آوریل ۲۰۱۴)
- سوزان گلدبرگ (آوریل ۲۰۱۴ – تاکنون)[۷][۸]

## زبان‌های دیگر

جلد نسخه شهریورماه ۱۳۹۲

مجله جغرافیای ملی هم‌اکنون به۳۶ زبان در کشورهای سرتاسر دنیا منتشر می‌شود؛ و از آبان ماه ۱۳۹۱ شمسی برای اولین بار این مجله به زبان فارسی چاپ و در ایران به فروش رسید. مجله رسمی انجمن نشنال جیوگرافیک تحت عنوان گیتانما برای اولین بار به زبان فارسی در ایران منتشر شده ست. این مجله هم‌اکنون بیش از ۶۰ میلیون مخاطب با ۳۶ زبان مختلف در اکثر کشورهای دنیا دارد. کریس جانز سردبیر ماهنامه نشنال جیوگرافیک، در آغاز این مجله می‌گوید: «بسیار مفتخرم تا سرآغاز چاپ ماهنامه را به یک زبان دیگر شاهد باشم.»
صاحب امتیاز و مدیر مسئول این مجله با زبان فارسی، دکتر منصور نیکخواه بهرامی، (استاد بازنشسته دانشکده فنی و عضو افتخاری کانون فنی) می‌باشد و سردبیری این مجله بر عهده بابک نیکخواه بهرامی، (پسر دکتر منصور نیکخواه بهرامی) است.
بابک نیکخواه بهرامی هدف خود را از برگردان فارسی این ماهنامه چنین ذکر کرده است: «هدف اصلی ما از برگردان فارسی این ماهنامه تنها به روز کردن اطلاعات خوانندگان فارسی‌زبان از آخرین تحقیقات و کاوش‌های علمی این انجمن، یا به تصویر کشیدن دنیا به بهترین نحو و از طریق عکس‌های بی‌نظیری که در این ماهنامه به چاپ می‌رسند یا تغییر در رفتار و کردار شما با محیط اطرافتان نیست، بلکه دوست داریم سکوی پرتابی نیز باشیم برای تمامی محققان، پژوهشگران علمی و عکاسان حرفه‌ای ایران زمین تا آخرین دستاوردهای علمی، فرهنگی، تاریخی و زیست‌محیطی خود را از طریق نسخه فارسی و انگلیسی آن به گوش جهانیان برسانند.» علامت شناسایی مجله جغرافیای ملی، حاشیه زرد رنگی به دور روی جلد مجله است که آن را از دیگر مجلات متمایز می‌کند.
سردبیر کنونی آن کریس جانز (Chris Johns) عکاس معروف بین‌المللی است. جان کیو گیرفین (John Q. Griffin) معاون اجرایی انجمن و مسئول مجلات انگلیسی زبان نشنال جیوگرافیک بوده و تری آدامسون (Terry Adamson) معاون اجرایی، مسئول ویرایش و انتشار مجلات بین‌المللی به سایر زبان‌هاست.
| زبان                           | وب سایت                   | ویراستار ارشد           | اولین انتشار |
| ------------------------------ | ------------------------- | ----------------------- | ------------ |
| انگلیسی (ایالات متحده)         | ngm.com                   | Susan Goldberg          | اکتبر ۱۸۸۸   |
| زبان فارسی (ایران)             | ngmfarsi.com              | بابک نیکخواه بهرامی     | اکتبر ۲۰۱۲   |
| زبان عربی (امارات متحده عربی)  | ngalarabiya.com           | Alsaad Omar Almenhaly   | اکتبر ۲۰۱۰   |
| زبان بلغاری                    | nationalgeographic.bg     | Krassimir Drumev        | نوامبر ۲۰۰۵  |
| زبان‌های چینی (جمهوری خلق چین)  | nationalgeographic.com.cn | Bin Wang                | ژوئیه ۲۰۰۷   |
| زبان‌های چینی (تایوان)          | ngtaiwan.com              | Yungshih Lee            | ژانویه ۲۰۰۱  |
| زبان کرواتی                    | nationalgeographic.com.hr | Hrvoje Prćić            | نوامبر ۲۰۰۳  |
| زبان چکی                       | national-geographic.cz    | Tomáš Tureček           | اکتبر ۲۰۰۲   |
| Danish                         | natgeo.dk                 | Karen Gunn              | سپتامبر ۲۰۰۰ |
| زبان هلندی (کشورهای سفلی)      | nationalgeographic.nl     | Aart Aarsbergen         | اکتبر ۲۰۰۰   |
| زبان انگلیسی (هند)             | getnationalgeographic.com | Niloufer Venkatraman    |              |
| زبان استونیایی                 | national-geographic.ee    | Erkki Peetsalu          | اکتبر ۲۰۱۱   |
| زبان فارسی                     | gitanama.com              | بابک نیکخواه بهرامی     | نوامبر ۲۰۱۲  |
| زبان فنلاندی                   | natgeo.fi                 | Karen Gunn              | ژانویه ۲۰۰۱  |
| زبان فرانسوی                   | nationalgeographic.fr     | Jean-Pierre Vrignaud    | اکتبر ۱۹۹۹   |
| زبان گرجی                      | nationalgeographic.ge     | Levan Butkhuzi          | اکتبر ۲۰۱۲   |
| زبان آلمانی                    | nationalgeographic.de     | Florian Gless           | اکتبر ۱۹۹۹   |
| زبان عبری                      | nationalgeographic.co.il  | Daphne Raz              | ژوئن ۱۹۹۸    |
| یهودیت ارتدکس                  |                           |                         | آوریل ۲۰۰۷   |
| زبان اندونزیایی                | nationalgeographic.co.id  | Didi Kaspi Kasim        | آوریل ۲۰۰۵   |
| زبان ایتالیایی                 | nationalgeographic.it     | Marco Cattaneo          | فوریه ۱۹۹۸   |
| زبان ژاپنی                     | nationalgeographic.jp     | Shigeo Otsuka           | آوریل ۱۹۹۵   |
| زبان قزاقی                     | nationalgeographic.kz     | Yerkin Zhakipov         | فوریه ۲۰۱۶   |
| زبان کره‌ای (کره جنوبی)         | nationalgeographic.co.kr  | Junemo Kim              | ژانویه ۲۰۰۰  |
| زبان لیتوانیایی                | nationalgeographic.lt     | Frederikas Jansonas     | اکتبر ۲۰۰۹   |
| زبان نروژی                     | natgeo.no                 | Karen Gunn              | سپتامبر ۲۰۰۰ |
| زبان لهستانی                   | nationalgeographic.pl     | Martyna Wojciechowska   | اکتبر ۱۹۹۹   |
| زبان پرتغالی (برزیل)           | ngbrasil.com.br           | Ronaldo Ribeiro         | مه ۲۰۰۰      |
| زبان پرتغالی (پرتغال)          | nationalgeographic.pt     | Gonçalo Pereira         | آوریل ۲۰۰۱   |
| زبان رومانیایی                 | natgeo.ro                 | Catalin Gruia           | مه ۲۰۰۳      |
| زبان روسی                      | nat-geo.ru                | Alexander Grek          | اکتبر ۲۰۰۳   |
| زبان صربی                      | nationalgeographic.rs     | Igor Rill               | نوامبر ۲۰۰۶  |
| زبان اسلونیایی                 | nationalgeographic.si     | Marija Javornik         | آوریل ۲۰۰۶   |
| زبان اسپانیایی (آمریکای لاتین) | ngenespanol.com           | Claudia Muzzi Turullols | نوامبر ۱۹۹۷  |
| زبان اسپانیایی (اسپانیا)       | nationalgeographic.com.es | Josep Cabello           | اکتبر ۱۹۹۷   |
| زبان سوئدی                     | natgeo.se                 | Karen Gunn              | سپتامبر ۲۰۰۰ |
| زبان تایلندی                   | ngthai.com                | Kowit Phadungruangkij   | اوت ۲۰۰۱     |
| زبان ترکی                      | nationalgeographic.com.tr | Nesibe Bat              | مه ۲۰۰۱      |

انتشار نسخه‌های زیر به زبان محلی متوقف شده است:
| زبان                 | وب سایت               | اولین انتشار | آخرین انتشار | تعداد |
| -------------------- | --------------------- | ------------ | ------------ | ----- |
| زبان مغولی           | nationalgeographic.mn | اکتبر ۲۰۱۲   | ژوئن ۲۰۱۴    | ۲۱    |
| زبان یونانی          | nationalgeographic.gr | اکتبر ۱۹۹۸   | دسامبر ۲۰۱۴  | ۱۹۴   |
| زبان اوکراینی        |                       | آوریل ۲۰۱۳   | ژانویه ۲۰۱۵  | ۲۱    |
| زبان ترکی آذربایجانی | nationalgeographic.az | سپتامبر ۲۰۱۴ | دسامبر ۲۰۱۵  | ۱۶    |
| زبان لتونیایی        | nationalgeographic.lv | اکتبر ۲۰۱۲   | مارس ۲۰۱۶    | ۴۲    |

## گاهنامه‌ها
انجمن نشنال جیوگرافیک در کنار مجله اصلی، چهار گاهنامه دیگر نیز منتشر می‌کند:
- نشنال جیوگرافیک بچه‌ها (National Geographic Kids)
- نشنال جیوگرافیک مسافر (National Geographic Traveler)
- نشنال جیوگرافیک ماجراجویی (National Geographic Adventure)
- نشنال جیوگرافیک جهانگرد (National Geographic Explorer)

## نگارخانه

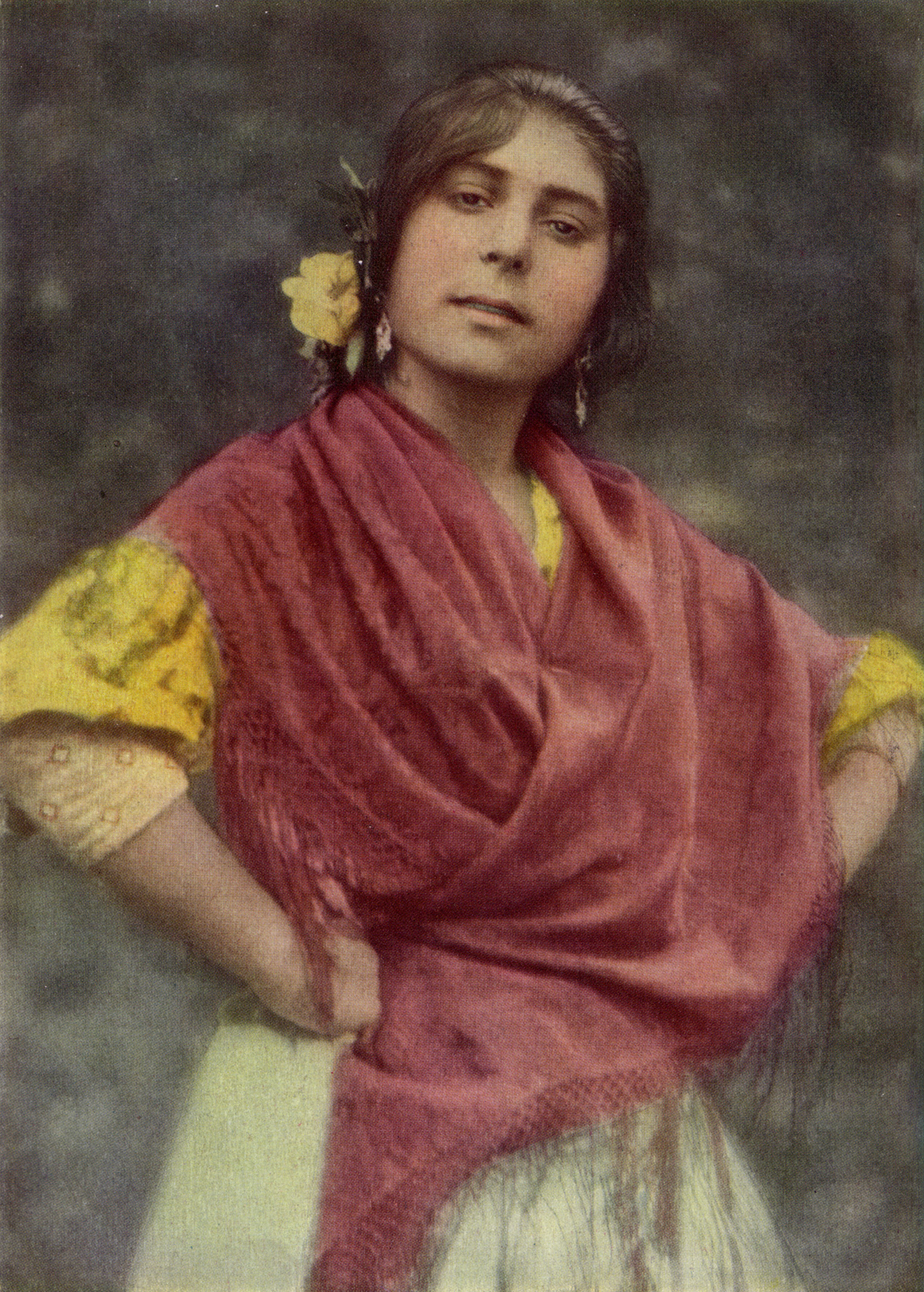
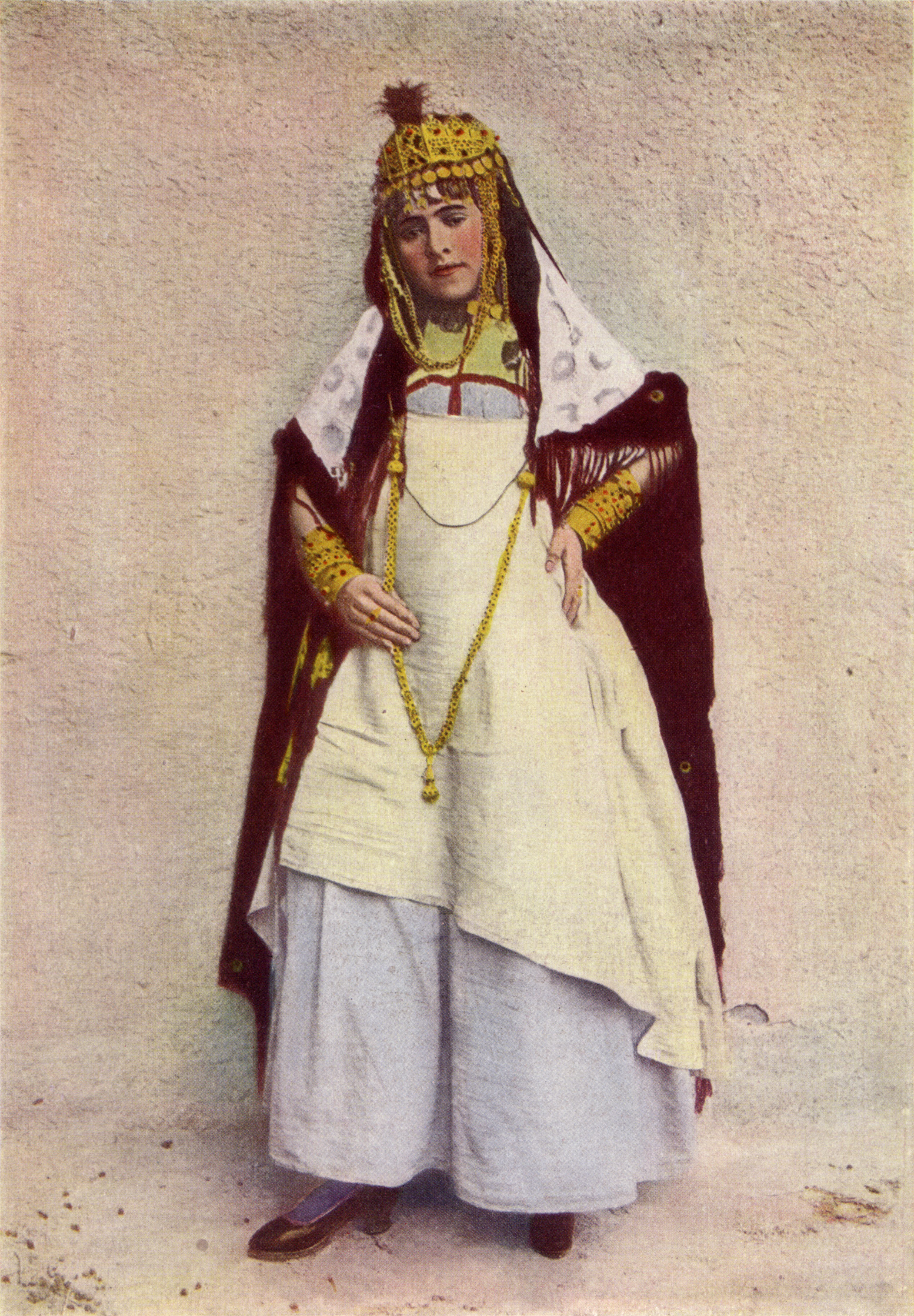
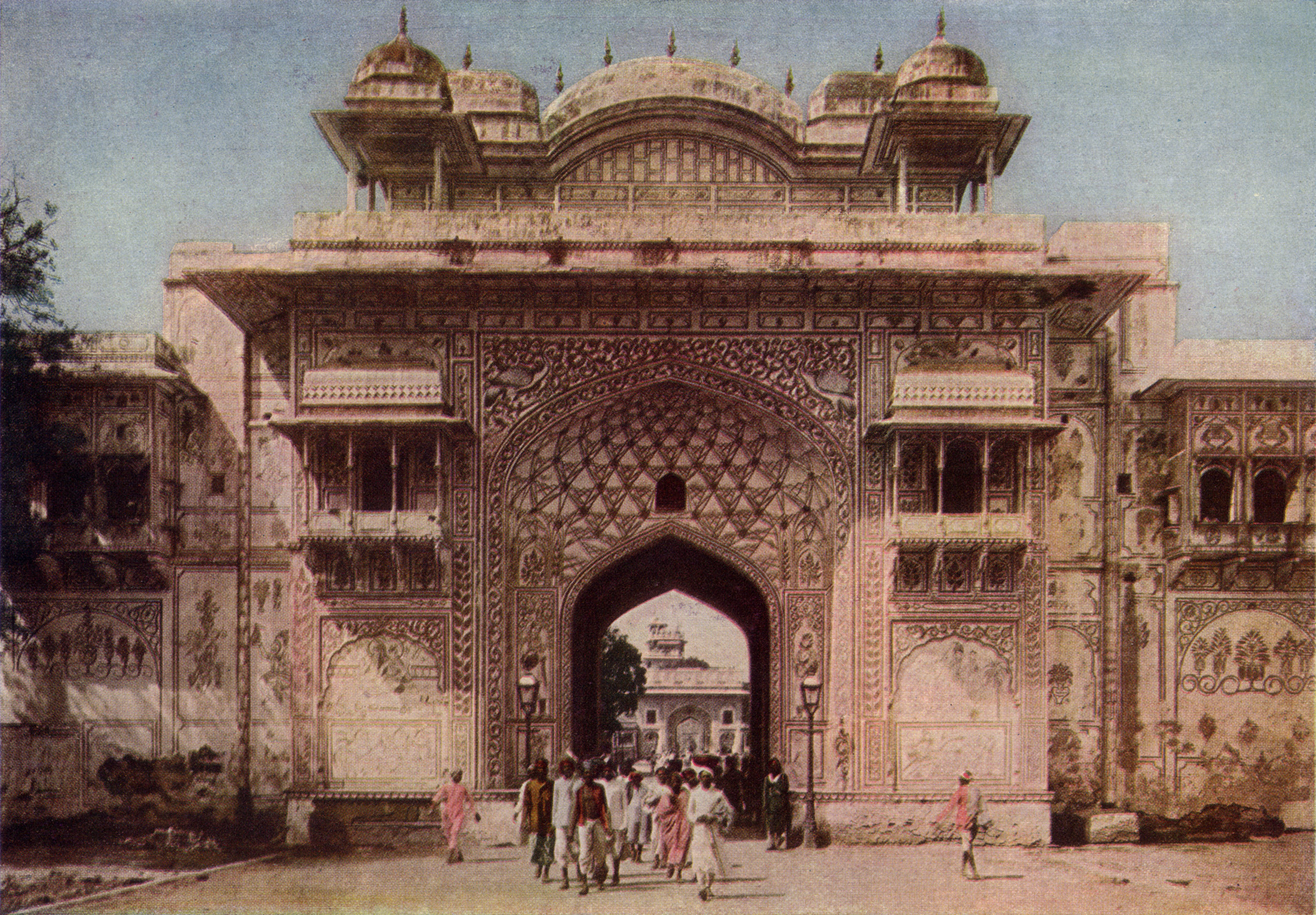
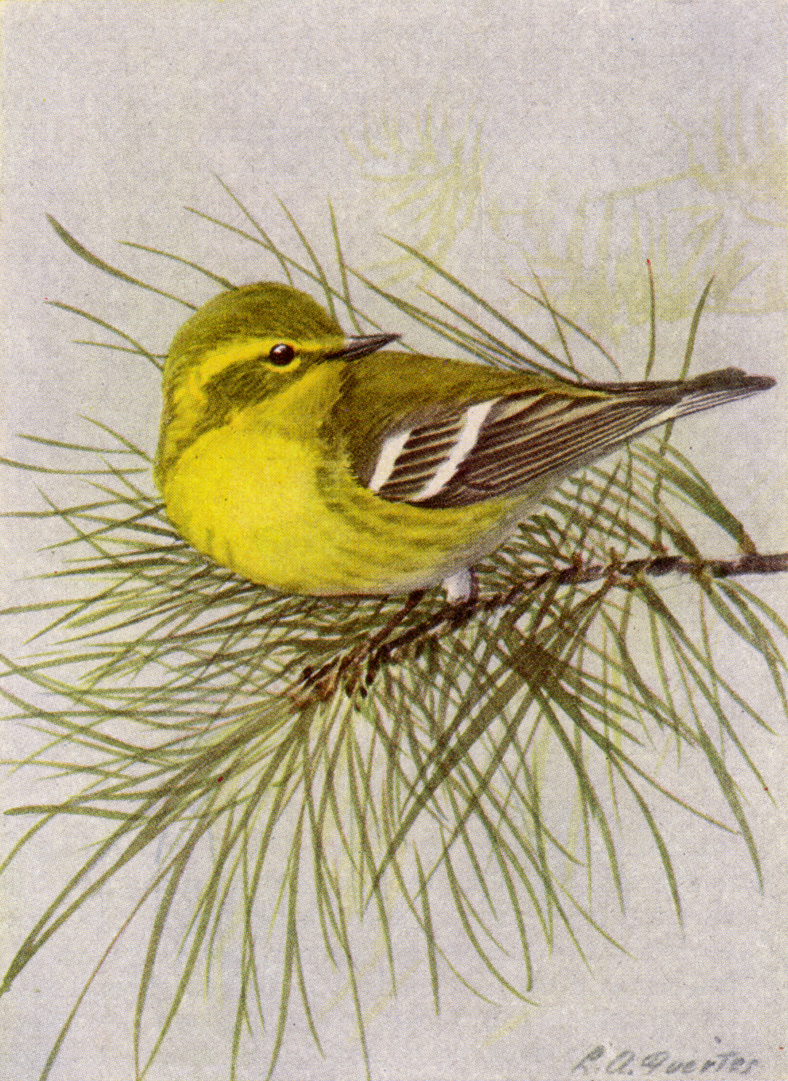
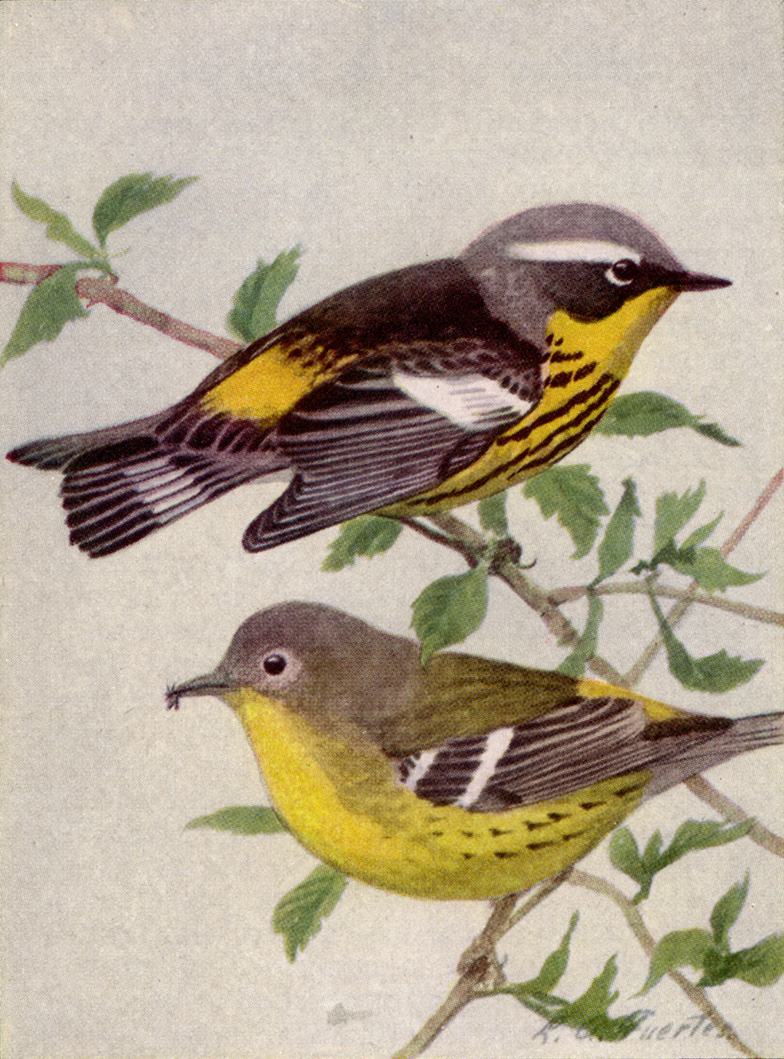
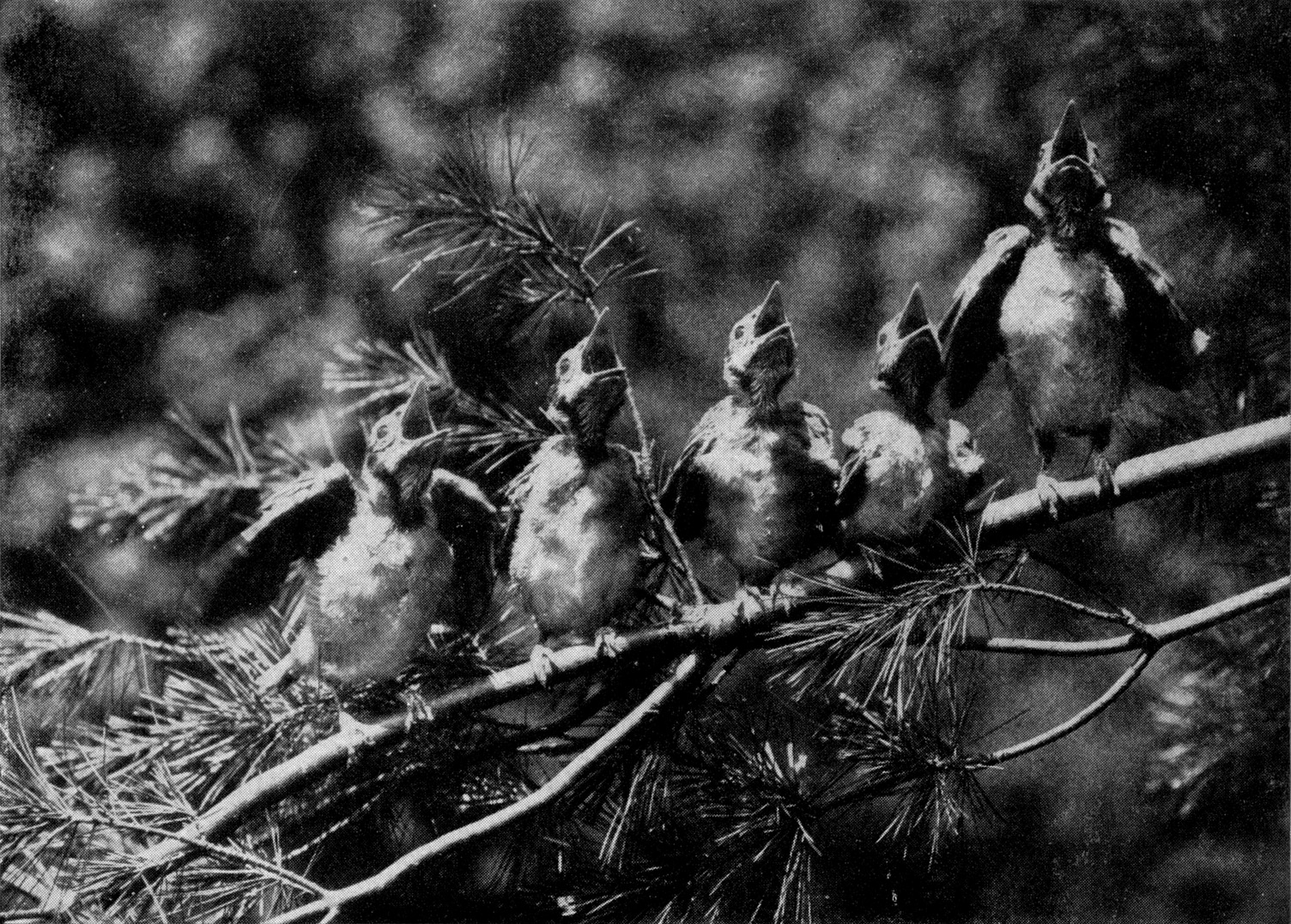
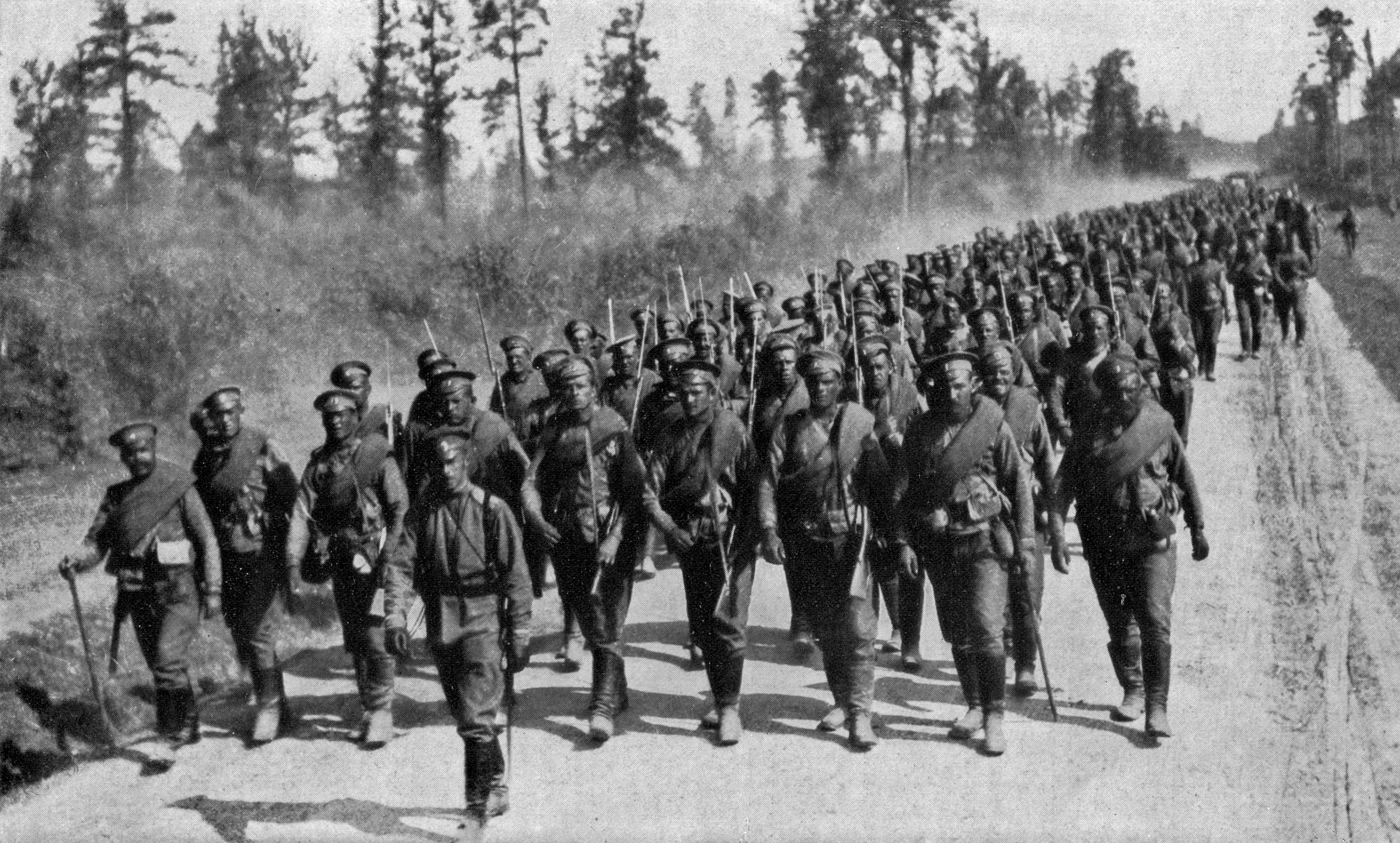
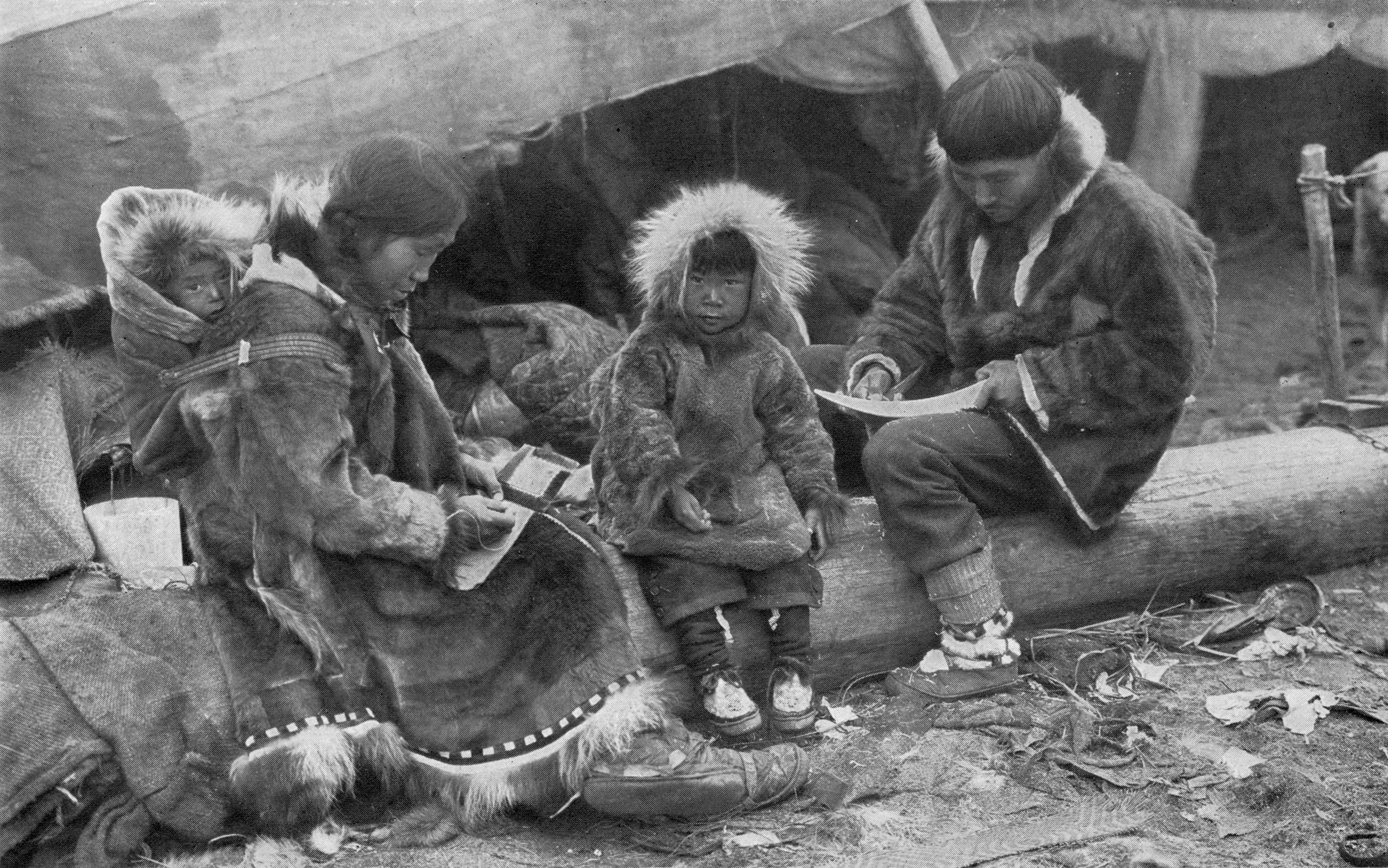
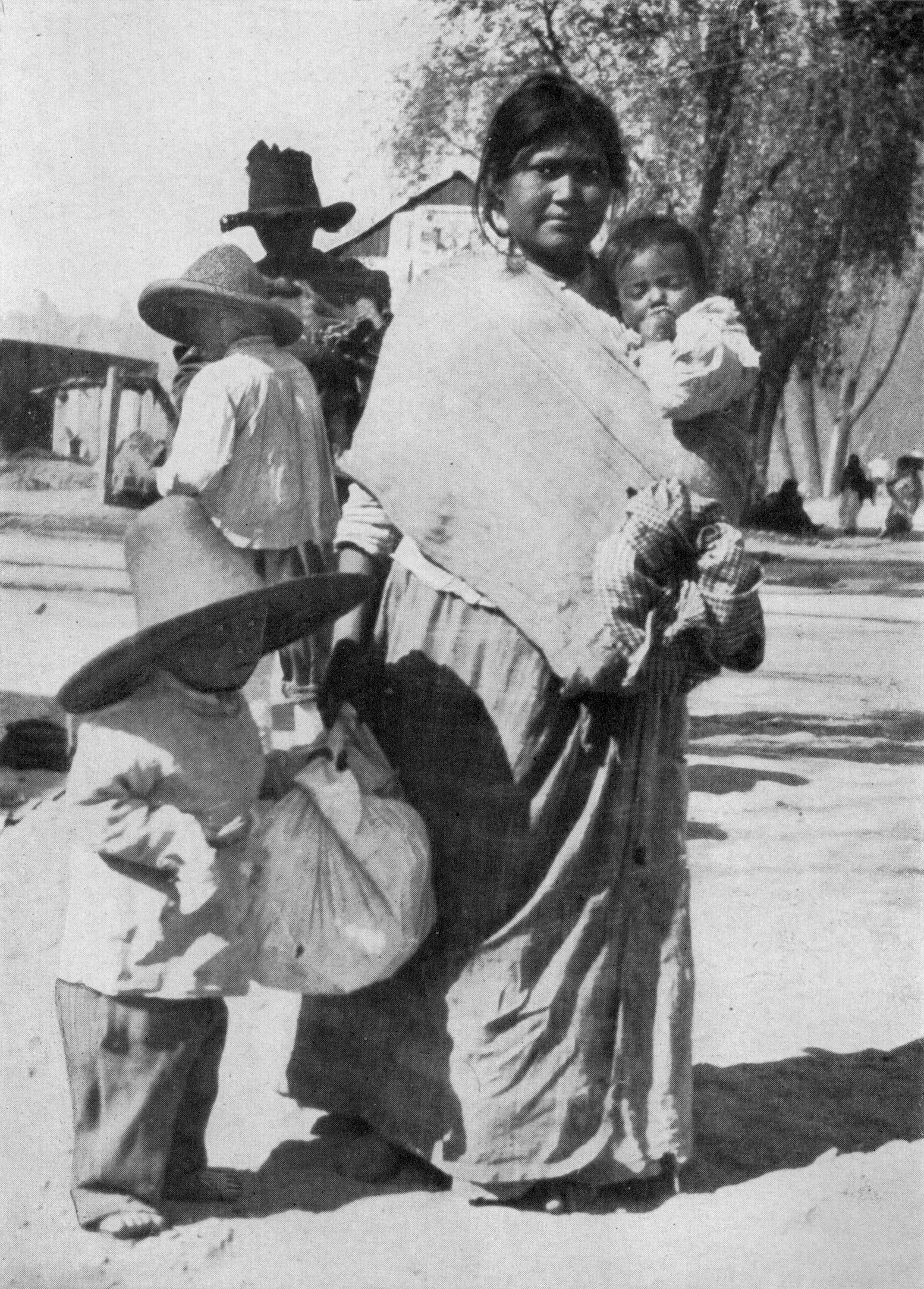
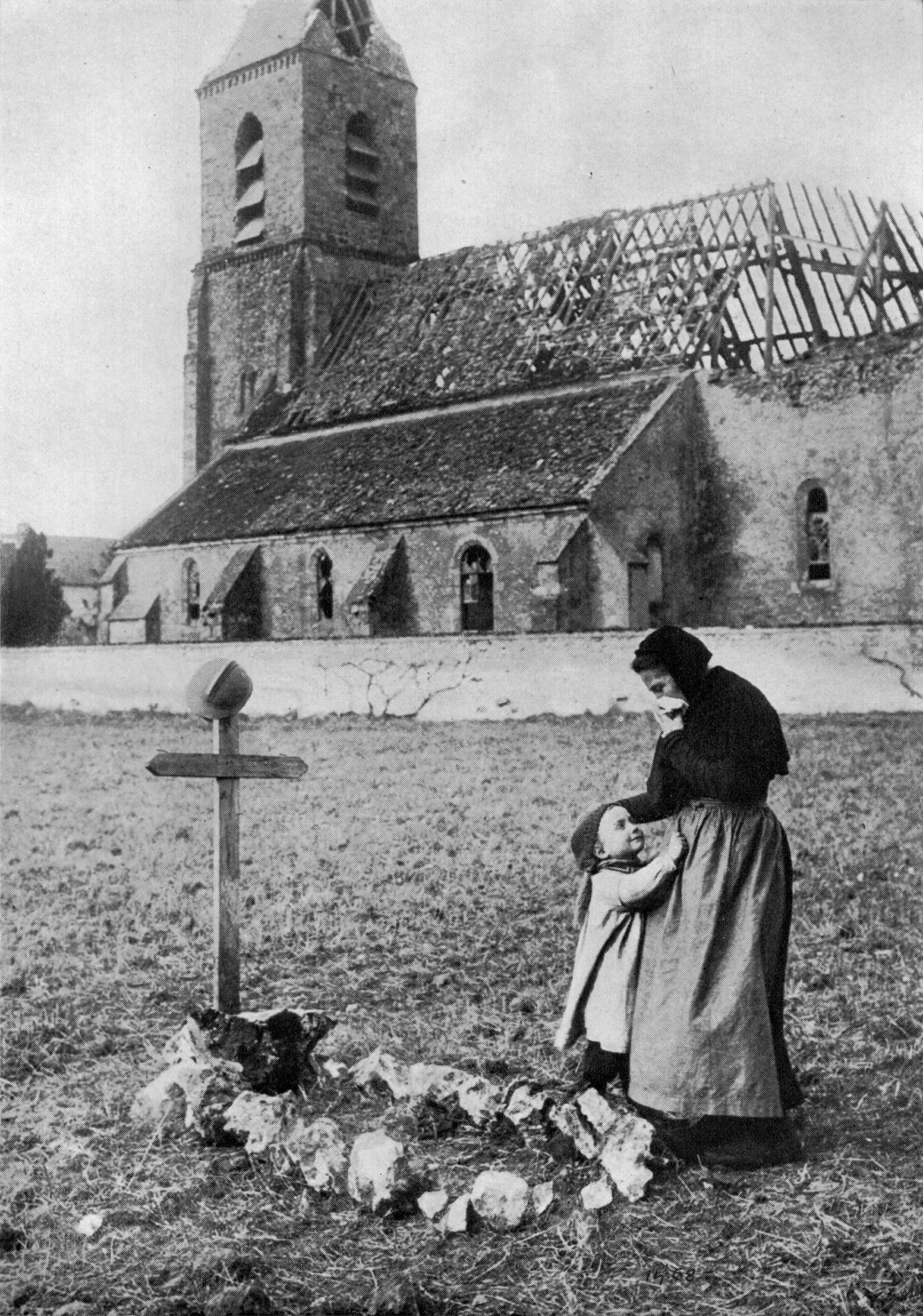
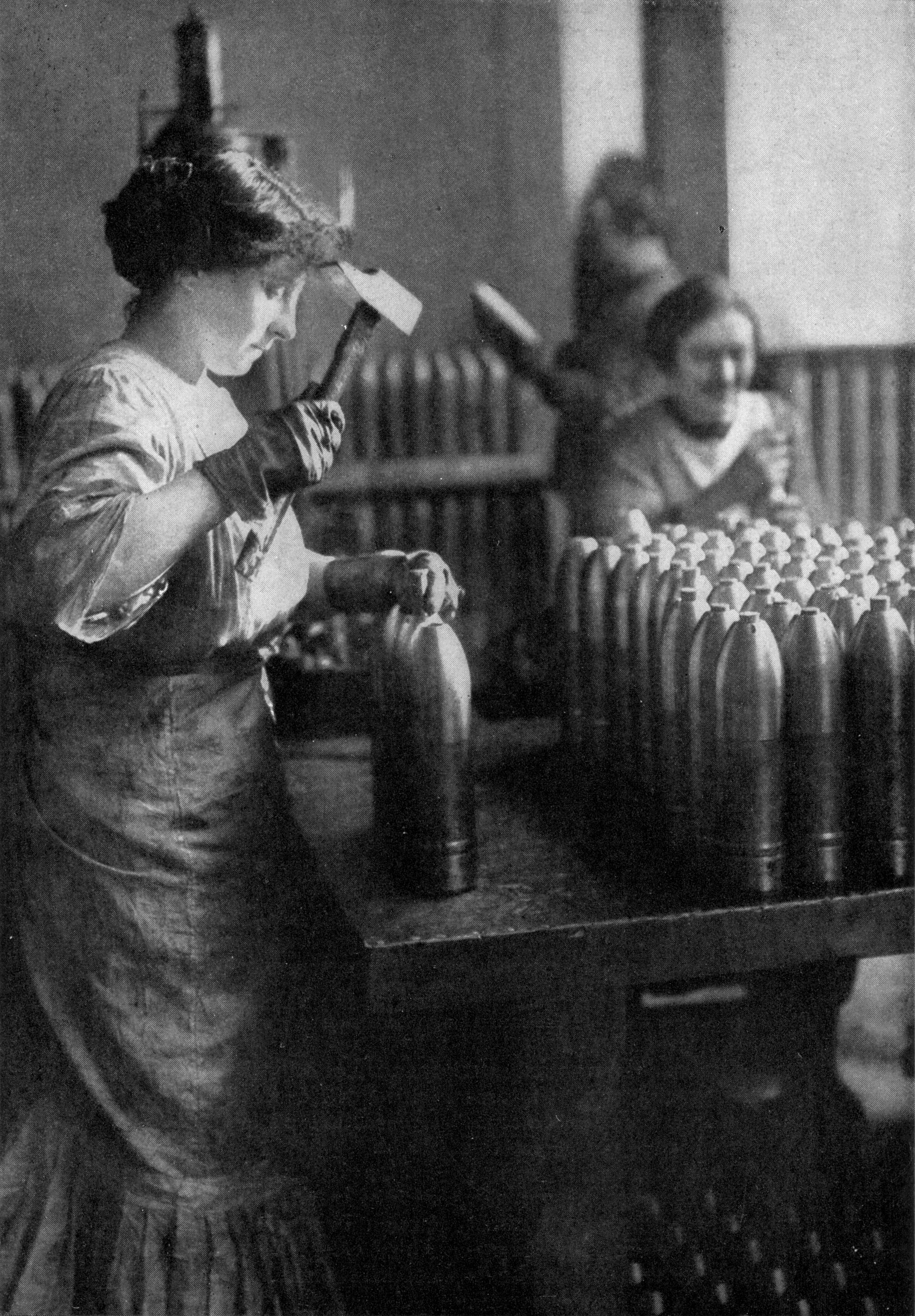
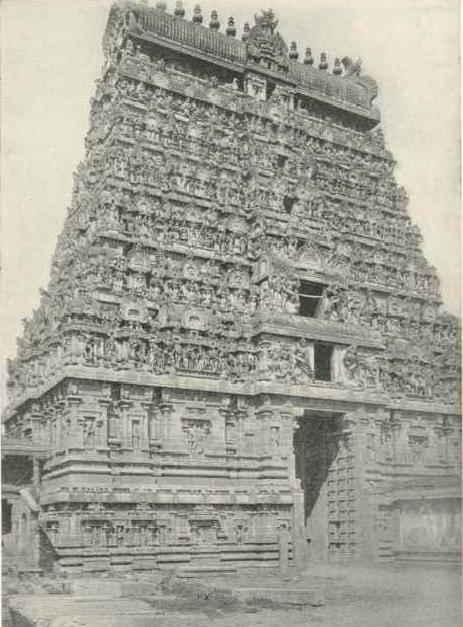
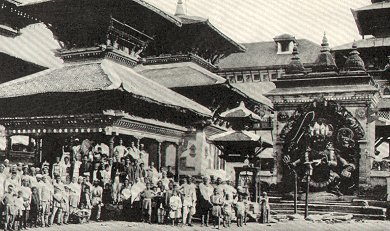